# 托内·维滕
托内·维滕（荷蘭語：Tone Wieten，1994年3月17日—），荷兰男子赛艇运动员。他曾代表荷兰参加2016年和2020年夏季奥林匹克运动会赛艇比赛，获得一枚金牌和一枚铜牌。